# 梁俊良
梁俊良（1945年－），籍貫臺灣省臺東縣，中華民國（臺灣）政治人物，為前台東農田水利會會長、池上鄉鄉長、臺灣省諮議會第5屆諮議員。

## 簡介
- 梁俊良於1945年（民國34年）出生於台灣台東縣池上鄉，在國立台中體育專科學校畢業後，即回到池上鄉任職台東縣池上國中體育老師9年，期間在全省運動會、區中運等各項比賽中，都能取得團體競賽前三名。[1]
- 1982年（民國71年），在池上鄉當地地方父老及台東縣縣長的建議下，決定擔任台東縣池上鄉鄉長，並且任期共兩屆長達八年。曾在任期中民國74至78年連續5年榮獲特優鄉長。[1]
- 1990年﹝民國79年﹞，池上鄉鄉長任期屆滿後，即前往擔任台東農田水利會會長一職。任內推動多項灌溉水利設施的改善與整修，包括引進噴灌技術以及鹿野圳馬背調整池的建設等。[1]
- 2010年﹝民國99年﹞6月，擔任台東農田水利會5屆會長任滿後，即前往擔任臺灣省諮議會第5屆諮議員。[2]

## 資料來源
1. 1 2 3 4  .   [2015-02-06]. （原始内容存档于2015-02-06）.
2. 1 2  .   [2015-02-06]. （原始内容存档于2014-10-26）.